# Cantuaria huttoni
Cantuaria huttoni là một loài nhện trong họ Idiopidae.
Loài này thuộc chi Cantuaria. Cantuaria huttoni được Octavius Pickard-Cambridge miêu tả năm 1879.